# Cheryl Carton
Cheryl Carton (* um 1955, verheiratete Cheryl White) ist eine US-amerikanische Badmintonspielerin. 

## Karriere
Cheryl Carton gewann 1976 ihren ersten Titel bei den US-Meisterschaften im Dameneinzel. Weitere Titelgewinne im Einzel folgten 1980, 1982, 1983 und 1984. Im letztgenannten Jahr siegte sie ebenfalls im Mixed mit John Britton. Nach ihrer aktiven Karriere wurde sie in die US Badminton Hall of Fame aufgenommen.

## Sportliche Erfolge
| Saison | Veranstaltung              | Disziplin   | Platz | Name                         |
| ------ | -------------------------- | ----------- | ----- | ---------------------------- |
| 1978   | USA: Einzelmeisterschaften | Dameneinzel | 1     | Cheryl Carton                |
| 1980   | USA: Einzelmeisterschaften | Dameneinzel | 1     | Cheryl Carton                |
| 1982   | USA: Einzelmeisterschaften | Dameneinzel | 1     | Cheryl Carton                |
| 1983   | USA: Einzelmeisterschaften | Dameneinzel | 1     | Cheryl Carton                |
| 1984   | USA: Einzelmeisterschaften | Mixed       | 1     | John Britton / Cheryl Carton |
| 1984   | USA: Einzelmeisterschaften | Dameneinzel | 1     | Cheryl Carton                |